# 2540 Blok
2540 Blok este un asteroid din centura principală, descoperit pe 13 octombrie 1971 de Liudmila Cernîh.